# Gospa Loretska
Gospa Loretska ili Blagdan Majke Božje Loretske obilježava se u Katoličkoj Crkvi svake godine 10. prosinca u spomen na događaj prijenosa svete kuće, povezujući tako tri značajna duhovna središta: Nazaret kao mjesto Kristova djetinjstva, Trsat u Hrvatskoj kao prvo odredište čudesnog prijenosa, te Loreto u Italiji kao konačno počivalište Nazaretske kućice.
Nazaretska kućica prema katoličkoj predaji mjesto gdje je živjela Sveta Obitelj, središte je jedinstvenog povijesnog prijenosa koji povezuje hrvatsko svetište na Trsatu s talijanskim marijanskim svetištem u Loretu. Predaja bilježi da su anđeli 10. svibnja 1291. godine prenijeli svetu kuću iz Nazareta na Trsat, gdje je ostala do 10. prosinca 1294. godine, kada je prenesena na svoju konačnu lokaciju u Loreto kraj Ancone.
Prvo pisano svjedočanstvo o ovom događaju datira iz razdoblja između 1465. i 1473. godine, kada loretski upravitelj Teramanus dokumentira prijenos u zapisu koji odražava karakteristični srednjovjekovni pristup opisivanju čudesnih događaja. Sveta kuća danas je smještena unutar bazilike u Loretu, poznate kao „Chiesa della Santa Casa” (hrv. Crkva Svete Kuće), gdje predstavlja središnje mjesto hodočašća.
Kip Gospe Loretske u svetištu u Loretu prekriven je draguljima ukrašenim plaštem zvanim dalmatica. To je crna Madona: njezina je osobitost tamno lice, uobičajeno za najstarije ikone, često zbog dima uljanica i svijeća ili zbog kemijskih promjena kojima su podvrgnute izvorne boje.
Značajan doprinos marijanskoj pobožnosti predstavljaju Litanije lauretanske, nastale u loretskom svetištu. Ove litanije, zajedno s krunicom, ubrajaju se među najpoznatije marijanske molitve u katoličkoj tradiciji. Na mjestu prvotnog zaustavljanja Nazaretske kućice na Trsatu razvilo se znamenito svetište Majke Božje Trsatske, koje i danas privlači brojne hodočasnike.
Ferdinand IV., hrvatsko-ugarski kralj osobito je štovao Gospu Loretsku tako da je oporučno odredio da mu srce bude pokopano ispod kapele Gospe Loretske u crkvi sv. Augustina kod Hofburga. To je postala tradicija pa su i Habsburgovci poslije njega oporučno na istom mjestu dali pokopati svoje srce u urni. 
U Primoštenu se nalazi veliki kip Gospe Loretske.